# Svensk köksstandard

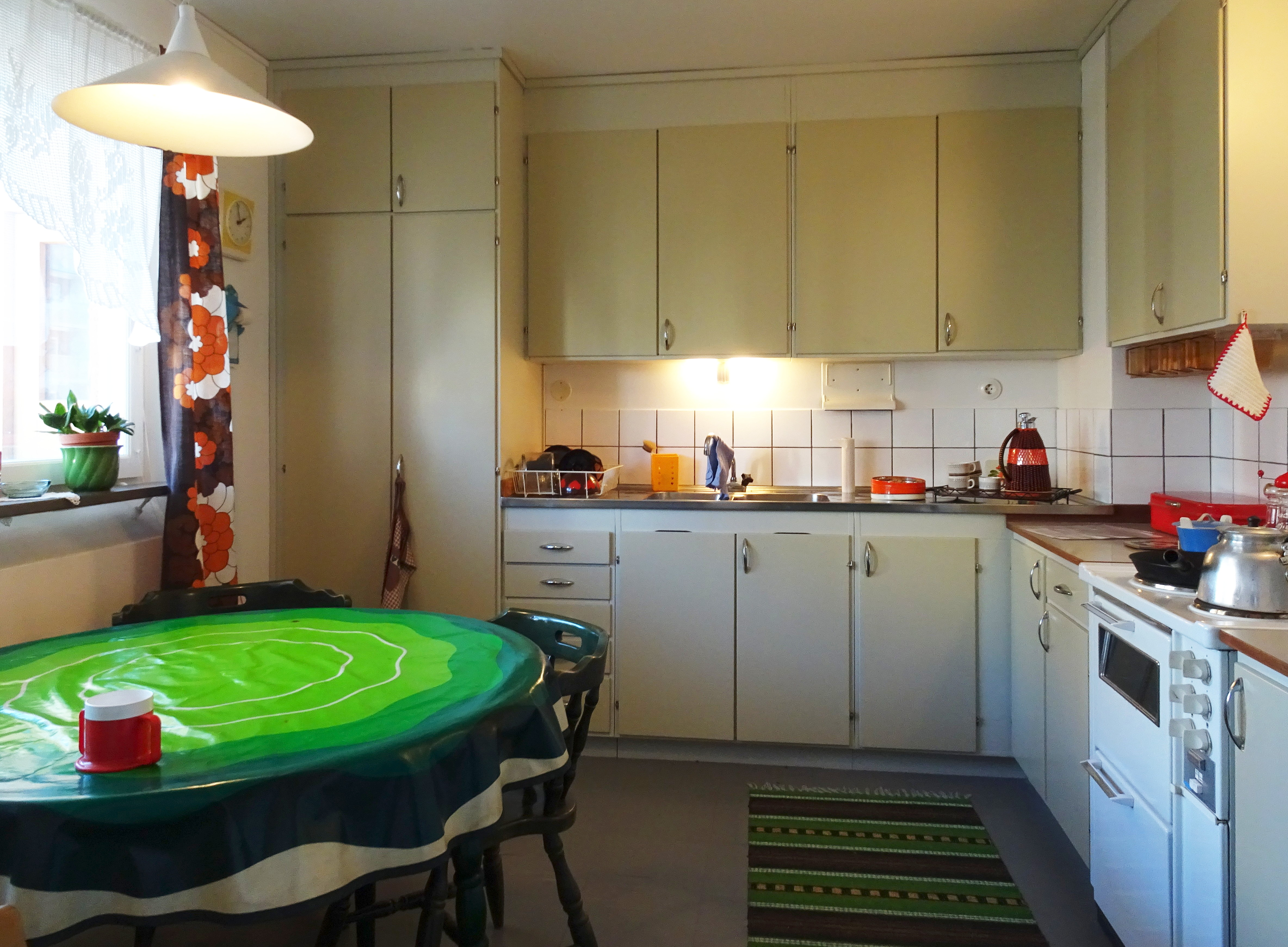
Svenskt standardkök från 1969 i en museilägenhet på Kämpingebacken 13 i Tensta, ägd av Stadsmuseet i Stockholm.

Svensk köksstandard var en måttstandardiserad inredning och byggnorm till kök. Det svenska standardiserade köket har blivit internationellt känt genom svenska möbelföretag och är vanligt bland annat i Tyskland.
Bakom standarden ligger en lång utveckling. I försöken med att skapa en standardiserad och rationell tillverkning av köksinredningar startades forskningsprojekt om främst kvinnors arbete i köket. Standarden rörande utformningen av bostadskök började utvecklas på 1930-talet efter inspiration av 1920-talets Frankfurterkök och dess idé om standardiserade dimensioner. Svensk köksstandard antogs 1950 av dåvarande SIS (Svenska Industrins Standardiseringskommission) som gällande standard för kökssnickerier i bostäder. Bostadsstyrelsen och andra myndigheter bildades under 1940-talet och detaljerade byggnormer utformades. En standard för köket utarbetades, som gällde tills avregleringen började och då istället funktionskrav infördes. Inom miljonprogrammet på 1960- och 1970-talen producerades och monterades över en miljon svenska standardkök.
Efter inträdet i Europeiska Gemenskapen kom i stället gemensamma standarder, som enbart handlar om säkerhet och hållfasthet. År 1997 ersattes den svenska köksstandarden i Sverige med europeiska EN-standarder, som i sin tur påverkats av Svensk köksstandard. Det är numera upp till byggherrarna att bestämma, men fortfarande tillämpas de svenska standardlösningarna.

## Historik

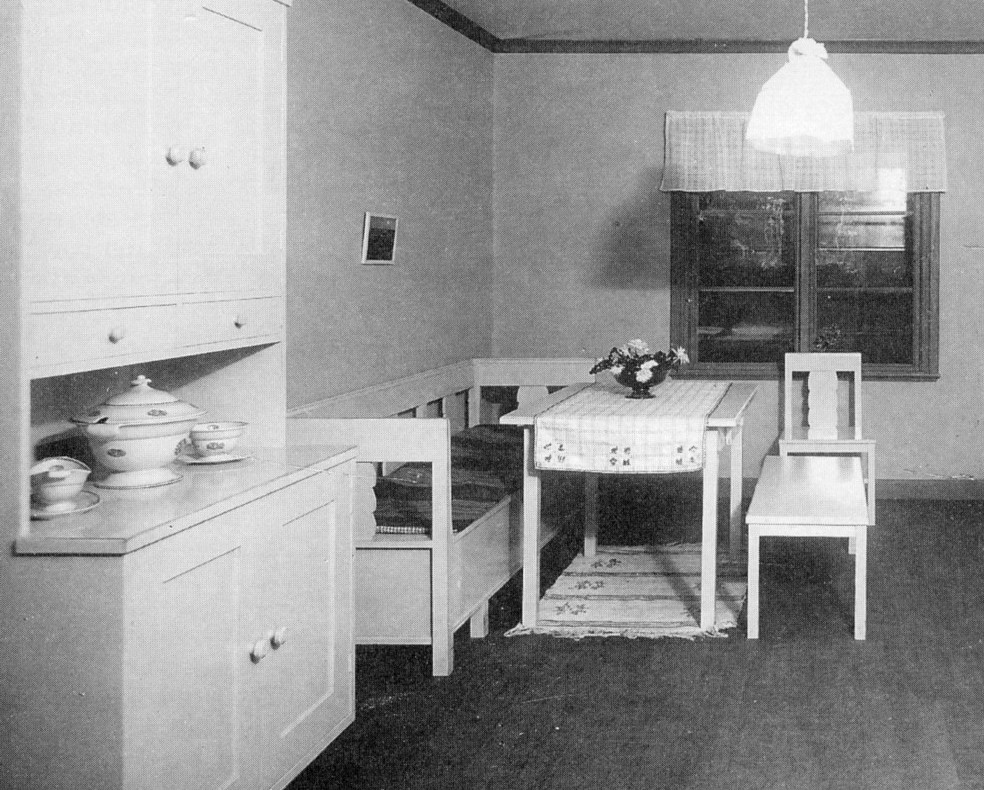
Arkitekten Uno Åhréns bostadskök på Liljevalchs 1917.

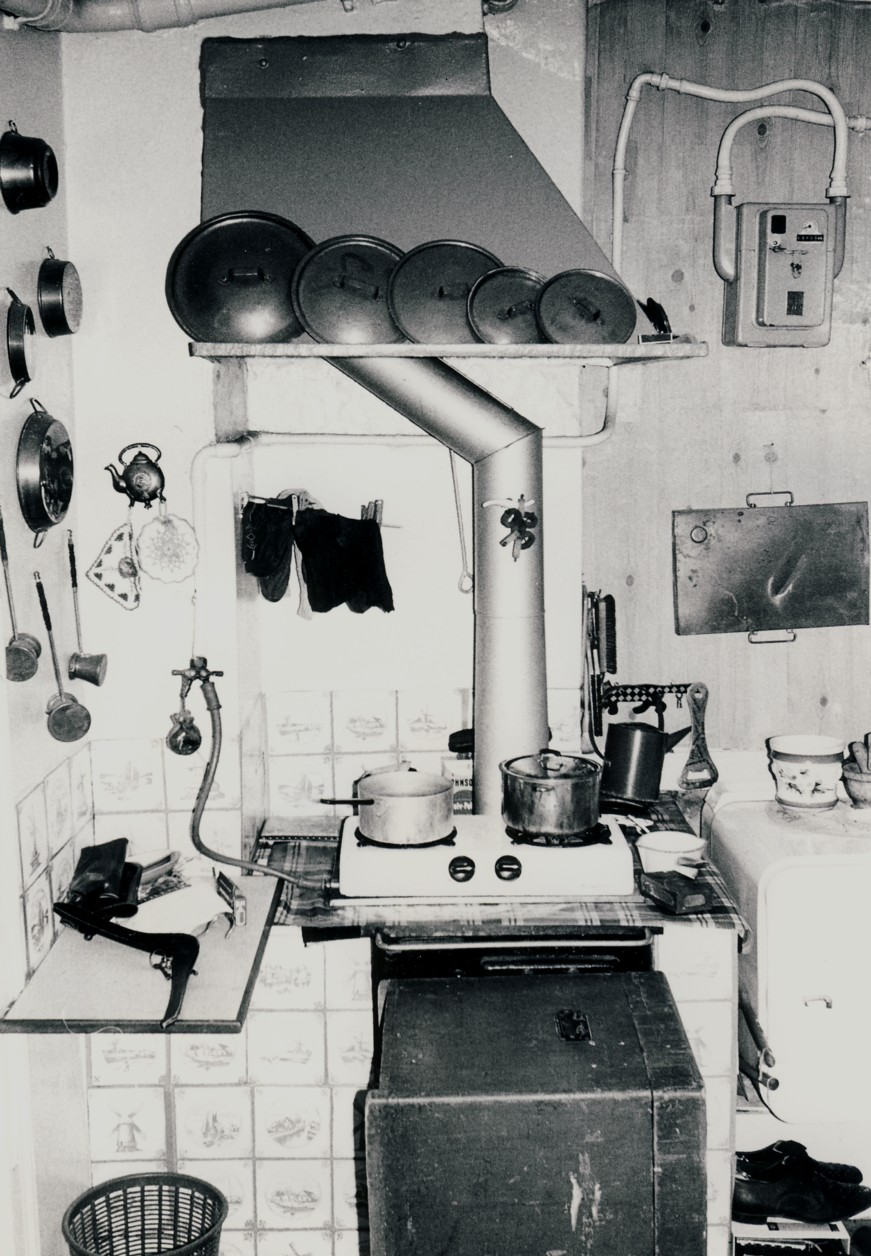
Ett äldre, icke-standardiserat kök, som det fortfarande kunde se ut på 1970-talet.

I slutet av 1800-talet kunde städernas kök variera från stora borgarkök med plats för tjänstefolk till spisrum (ett bostadsrum med kokmöjlighet) och vattentappställe på bakgården. På Hemutställningen 1917 på Liljevalchs i Stockholm visade arkitekterna Uno Åhrén och Gunnar Asplund ett radikalt nytänkande gällande kökets utformning. De demonstrerade att även ett enkelt kök i en arbetarbostad kunde vara lättarbetat och samtidigt en del av bostaden, ett så kallat ”bostadskök”, ett kök som skulle fungera som både vardagsrum och sovrum för alla familjemedlemmar.
Män betraktades som lite främmande för det dagliga arbetet i köket och eftersom det var manliga arkitekter som presenterade de nya köksidéerna på Hemutställningen väcktes en del frågor hos de kvinnliga utställningsbesökarna. De fann köken opraktiska och ifrågasatte varför man tvingades gå fram och tillbaka så mycket, var man exempelvis skulle stryka sin tvätt och varför ingen kvinna hade fått vara med och utforma köken. Arkitekterna i sin tur menade att kvinnor inte kunde tänka i konstruktiva banor och skulle därför inte vara kapabla att planera ett kök.
År 1922 hade Sverige bara två kvinnliga arkitekter och de få som tillkom senare fick i stor utsträckning uppdrag kring området kök och bostad, speciellt sådana för mindre bemedlade. En av de första kvinnorna som började köksplaneringen på allvar var Sara Reuterskiöld. Till utställningen Bygge och Bo 1924 i Stockholm visade hon ett genomtänkt och funktionellt lägenhetskök. Som förebild hade hon Frankfurter Küche som var ritat av den österrikiska arkitekten Margarete Schütte-Lihotzky. Frankfurter Küche räknas som föregångare till alla moderna kök och kallades på sin tid “en makalös uppfinning”. Reuterskiöld menade att köksplaneringen kom för sent in i husens planerings- och byggprocessen. När läget för alla rör, fönster, dörrar, spisar, skorstenar och liknande var bestämt var det i regel för sent att planera ett optimalt kök. Därför var det vanligt att köken bestod av en mängd kompromisser och dåliga lösningar, eftersom arkitekterna varken kunde eller ville ändra på planlösningen.
Genom den ökande bostadsproduktionen på 1930-, och 1940-talen blev det nödvändigt att planera köket som en effektiv arbetsplats. Den första sammanställningen av normer och rekommendationer för arbetarklassens bostäder hade tagits fram 1921 av arkitekterna Osvald Almqvist och Sigurd Westholm. Förslagen fick inte något genomslag, men utredningen visar ett första försök till planering av bostäder i Sverige. Efter denna utredning fick Almqvist i uppdrag att utarbeta en standard för kökssnickerier. Utgångspunkten var att de mänskliga måtten skulle utgöra grunden och forskarna mätte i en stor studie hur arbetsplatsen i köket borde vara beskaffad för att underlätta arbetet.

## 1930-talets funkiskök

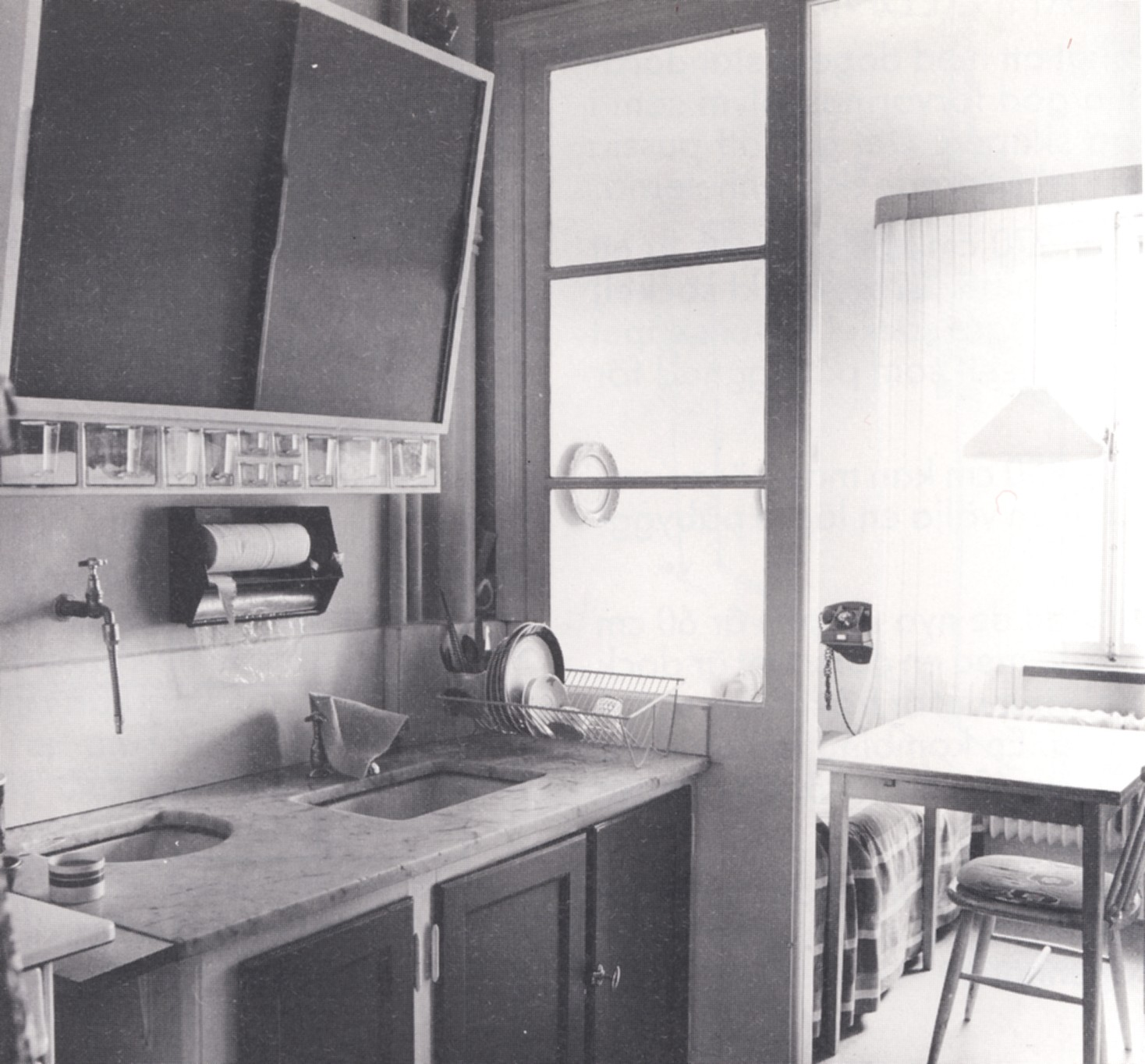
Funkis-kök från 1930-talet med marmorbänk och specerihylla (ej ursprungliga insatser), sov- respektive matplatsen i bakgrunden.

En organisation som var tidigt ute med planerade kök och standardiserade köksinredningar var HSB. På 1920-talet var de först med att tillverka kökssnickerier i fabrik. År 1938 kom de till och med färdiglackerade till byggplatsen. Under 1930-talet presenterades “mönsterkök” från olika håll, men det fanns ingen enhetlig måttstandard.
På Stockholmsutställningen 1930 visades ett antal framtida funkis-kök. Även de var planerade av manliga arkitekter som Sven Markelius och Gunnar Asplund. I deras ögon skulle köket huvudsakligen användas till att värma industriellt producerad mat. Kvinnan skulle ut i arbetslivet och hade inte längre tid att laga mat. Markelius talade sig även varm för så kallade kollektivhus, där man åt gemensamt i en matsal eller beställde maten från ett storkök i huset via en liten mathiss till sin bostad. Han bodde själv några år på det av honom ritade Kollektivhuset, John Ericssonsgatan på Kungsholmen i Stockholm. Det fanns även en teori om att köket var en så farlig arbetsplats, att rummet skulle göras så litet att barn inte fick plats där.
Utställningens kök blev därför mycket små och kallades “sekundärkök” (industriköket var “primärköket”). “Sekundärköket” hade en liten diskbänk av förzinkad plåt eller av marmor och en gasspis samt några förvaringsskåp. Kritiken blev hård, särskild från hemmafruar. Men kritiken och den följande debatten förde med sig att man startade mer systematiska studier kring köksarbetet och köksutformningen.
Efter sitt arbete i Kommittén angående bostadssociala minimifordringar fick Almqvist uppdraget att utarbeta en standard för kökssnickerier. Enligt Almqvist kunde man jämföra köket med en industriarbetsplats och den kunde planeras rationellt. 1919 tillsattes Kommittén för standardisering av byggnadsmaterial med finansiering via statliga medel, bidrag från staten och från teknologföreningen där Almqvists arbete ingick.
År 1934 publicerade kommittén sina förslag i boken Köket och ekonomiavdelningen i mindre bostadslägenheter: förslag till systematisering. Utredningen hade främst koncentrerat sig på kökssnickerierna men lämnade även synpunkter på kökets miljö, såsom ventilations- och belysningsproblem, rörledningar och vilka problem som uppkommer. När Teknisk Tidskrift anmälde boken ansåg man den vara förträfflig, men behäftad med ett stort fel, och det var att publiceringen hade dröjt 12 år "...under vilka den stora sakkunskap och allt det praktiska och tekniska vetande och kunnande kommittén representerar bort få komma den byggande och boende allmänheten till godo, så att dåliga köksinredningar kunnat motarbetas, goda befordras och opinionen påverkas i en sund riktning." Almqvists modellkök hade dock förevisats vid olika utställningar.

## 1940-talets första köksstandard

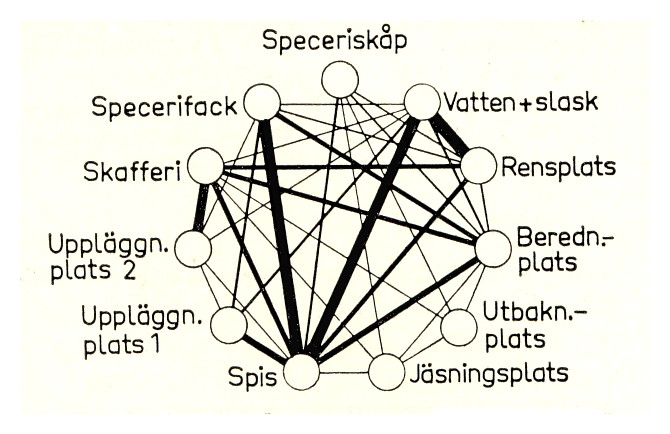
Förflyttningsdiagram.

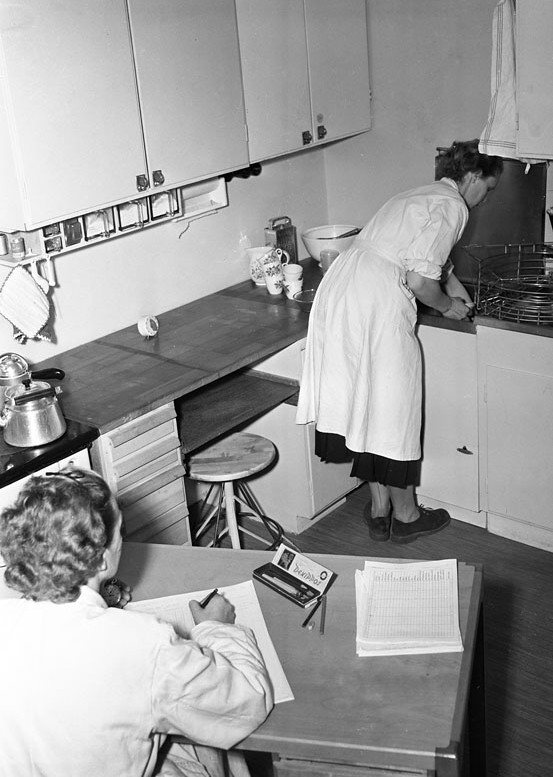
Hemmens Forskningsinstitut testar kök och köksarbete, 1950.

Till en början var det snickare på plats som byggde köksinredningarna av lösvirke. Den metoden blev dock för tidsödande och dyr i en så stor bostadsproduktion som den under 1940-talet i Sverige. Utöver HSB tillämpade även andra byggföretag någon form av serieproduktion av kökssnickerier, dock utan gemensam standard. Det blev rationellt och ekonomiskt att standardisera byggnadsdelar som trappor, badrum samt snickerier för kök och andra rum. Det var även önskvärt att produkter från olika tillverkare skulle passa att kombineras. Så utarbetades den första standarden för svenska kökssnickerier i mitten av 1940-talet. Grunden var en bostadsutredning som utfördes av dåvarande Hemmens forskningsinstitut (HFI, bildat 1944) på initiativ av Svenska Slöjdföreningen (numera Svensk Form) och Svenska arkitekters riksförbund (numera Sveriges Arkitekter). I denna utredning användes bostadsvaneundersökningar som ett nytt inslag, man införde också funktions- och utrymmesstudier i fullskala.
I ett omfattande forskningsprojekt om boendet studerades även kökets utformning och arbetet i köket. Undersökningar hade visat att en hemmafru gick över sju kilometer i hemmet dagligen och nu skulle det utredas om bostaden och köket kunde utformas effektivare. Olika planlösningar undersöktes tillsammans med hushållsredskap och köksinredning för att skapa anatomiskt riktiga arbetsställningar och minska förflyttningarna. Detta gjordes mycket seriöst och vetenskapligt i både testlaboratoriet och på fältet. I studierna mättes exempelvis vilka sträckor som en hemmafru gick i köket. Hur ofta sträckte hon sig och hur ofta böjde hon sig? Kunde hon ställa ner en het kastrull i närheten av spisen? Fanns sittplats vid arbetsbänken? Var fanns diskhon i förhållande till spisen? Hur hög bör en arbetsskiva vara och hur lång? Informationen presenterades bland annat i diagram som illustrerade frekvensen av olika förflyttningar i köket. Studien visade att frekvensen var högst mellan vatten och spis, lägst mellan speceriskåp och jäsningsplats (där bakdeg skulle jäsa).

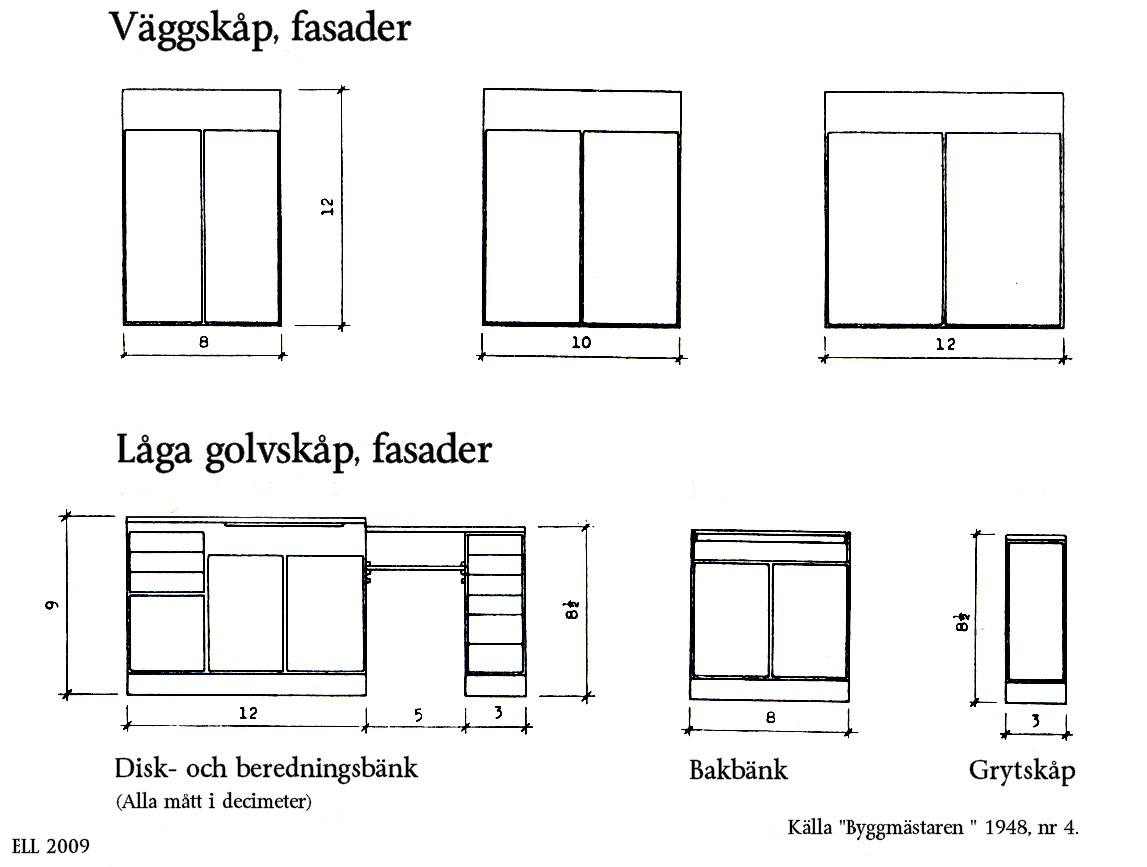
Ett exempel på det förslag till standard för kökssnickerier som presenterades av Byggstandardiseringen 1948 och som, med smärre ändringar, antogs 1950.

Det praktiska resultatet av undersökningen blev några mönsterkök som visades på Svensk Byggtjänst tillsammans med byggritningar och råd. 1948 framlades ett förslag till måttstandard för köks- och skåpsnickerier som sedan 1950 blev den första svenska köksstandarden. Standardiseringskommissionen utarbetade informationsblad, där man visade bland annat hur skåpen skulle placeras, hur lång disk- respektive arbetsbänken skulle vara, att den viktigaste arbetsytan fanns mellan vask och spis och att denna därför skulle vara rejält tilltagen. Snickerierna utfördes med standardmått, nära dagens standard. Före 1950 fanns även ett alternativ till bänkdjupet med 55 cm som nu bestämdes till 60 cm.
Svensk standard 1950 innebar att köken gjordes rymligare för köksarbete och för vardagens måltider. Husmödrarna fick bättre arbetsytor. Kylskåp, rostfri diskbänk och fasta skåp gjorde arbetet lättare. Lådor och skåp anpassades för hushållsredskap, porslin och bestick. Arbetshöjden var anpassad efter genomsnittslängden för kvinnor. På Nordiska museet finns numera en permanentutställning som visar en köksmiljö (HSB) från 1955.
År 1962 kom en revidering av 1950 års standard som innebar en förenkling av antalet varianter och anpassning till bland annat större kylskåp och friare rördragning under diskbänken. Bänkskåp hette SA, väggskåp SB och högskåp SC. På standardiseringsspråk betecknades exempelvis ett 40 cm bänkskåp som SA4 (SIS 83 41 08), ett 60 cm brett väggskåp som SB1 (SIS 83 41 14) och ett 60 cm brett skafferiskåp som SC1 (SIS 83 41 17). En utdragsskiva med glidlist hette SU11 (SIS 83 42 08). Väggskåpen var högre än idag och förlängdes med passbitar till rummets tak. Man ville inte ha en “dammhylla”. För bänkhöjden angavs två alternativ, 85 cm och 90 cm, där 90 cm främst var avsedd för diskbänkar. Allt var dokumenterat med typritningar och kvalitetskrav in i minsta detalj.
Likriktningen var praktisk för nu kunde man kombinera skåpsnickerier från olika producenter och allt passade ihop. Chefen för Statens planverk, Lennart Holm, menade “hellre 1000 lägenheter efter en genomarbetad oklanderlig plan än 50 efter 20 olika planer”. Men likriktningen fann inte bara anhängare, pressen menade att det “goda hantverket” kom i fara och att nyskapandet av snickerier som avvek från standarden skulle hämmas.
Statens institut för konsumentfrågor gjorde i slutet av 1960-talet en uppföljning, som även innefattade två personer. Denna omprövning ledde till förändringar i standarden som kom att gälla för bostäder under 1970-talet. Arkitekt Alice Thiberg, studerade arbetshöjder och räckhöjder och publicerade 1968 BFR-rapporten Planutformning av kök: förslag till inredningsmått och plantyper. Senare forskning‚ från 1970-talet‚ har betonat flexibilitet i utformningen, anpassning till olika funktionshinder, och modultänkande.

## Miljonprogrammets standardkök

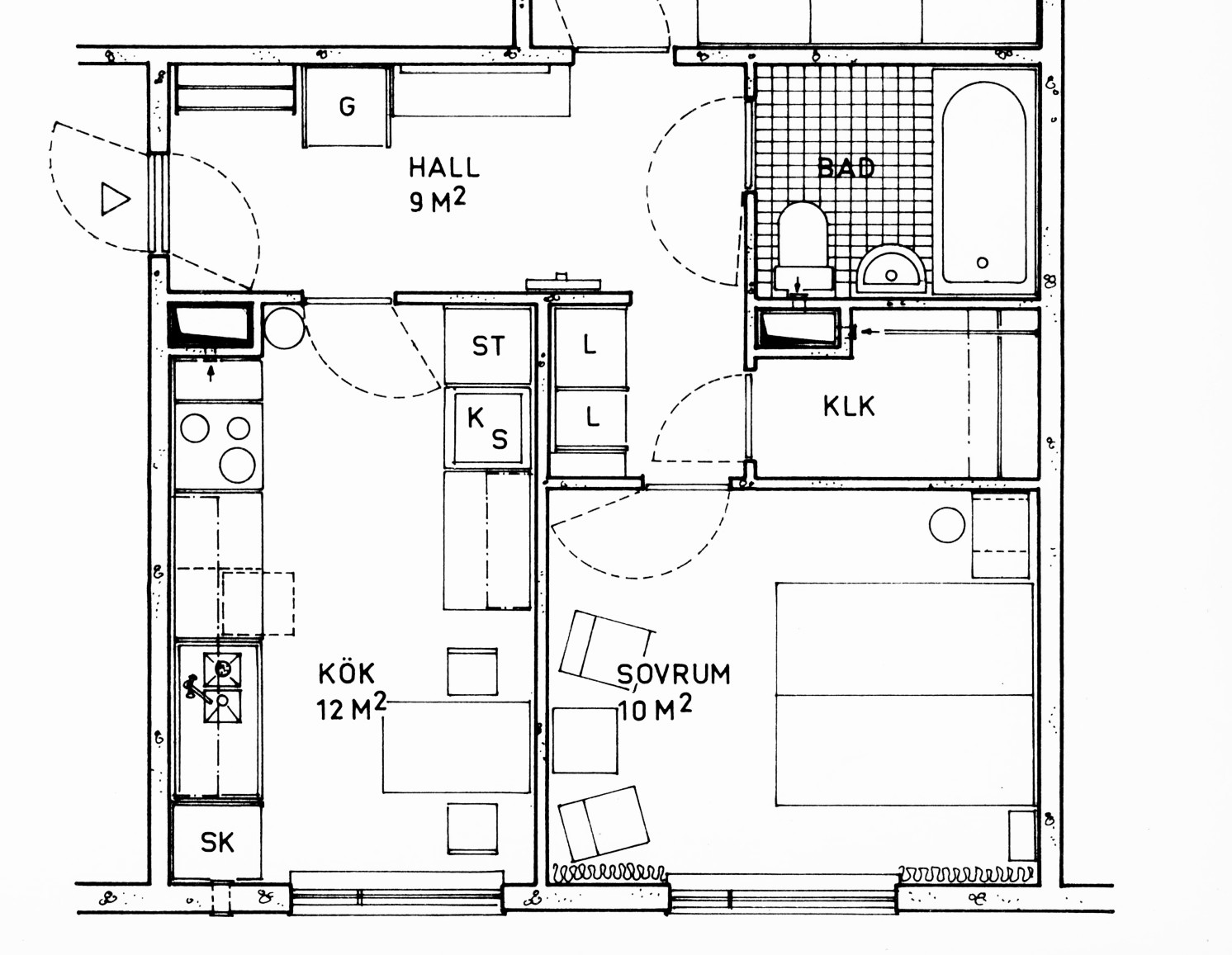
Typiskt badrum och kök i miljonprogrammet, 1968.

För miljonprogrammets krav på produktion av en miljon lägenheter under en tidsperiod från 1965 till 1976 passade standardiserade kökssnickerier och typritningar för kök utmärkt. Det skulle produceras en miljon nya kök på tio år. 

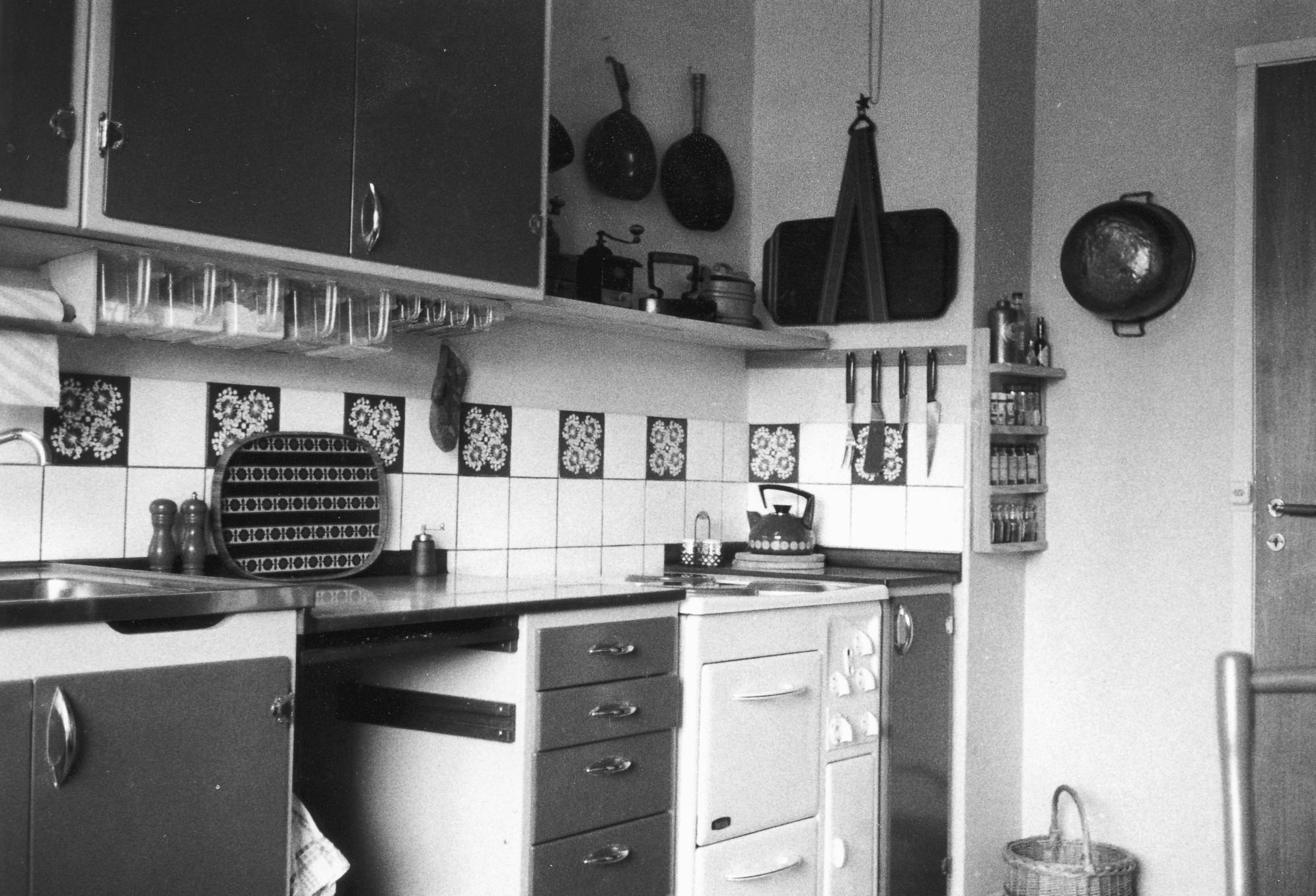
Standardkök i miljonprogrammet, 1968.

Med stöd från den statliga byggnadslånebyrån försökte man även garantera kvaliteten på de bostäder som skulle byggas. Villkoren var utformade så att de förmånliga lånen endast gavs till byggnader som uppfyllde fastställda miniminormer för standard i fråga om utrustning och storlek, det gällde både privata som kommunala byggherrar. Villkoren fanns beskrivna i normsamlingen God bostad som Bostadsstyrelsen gav ut mellan åren 1964 och 1976. I den behandlades varje del av bostaden, allt från måttregler för rumsytor till hygienutrymmen, standard för skåp till garderober och kök samt arbetsytor i köket. År 1980 inarbetades dessa normer i Svensk byggnorm SBN 80, kapitel 71.
År 1970 antog SIS en ny standard för kökssnickerier som var en vidareutveckling av 1962 års standard. Miljonprogrammets byggnader tillverkades huvudsakligen industriellt med betongelement och en grundmodul på 6M (60 cm). I denna grundmodul passade lägenheter, rum och även snickerierna. Grundmodulen 60 x 60 cm gick igen även i vitvarorna och gör det fortfarande idag. Arbetsbänkhöjden fastställdes till 90 cm inklusive en 15 cm hög sparksockel. Till väggskåpen fanns ett alternativ som kallades "kontinental höjd". Det var ett mått efter europeisk förebild och innebar att väggskåpen inte längre anslöts till rummets tak utan maximalhöjden för alla snickerier skulle vara 210 cm inklusive sparksockel. Köksinredningen blev lika hög som en normal innerdörr och lika hög som överkant fönster, vilket var estetiskt önskvärt. Nu började man även sälja svenska standardkök i utlandet. På 1980-talet förträngdes fullhöjdsköket nästan helt av kontinentalhöjdsköket, som gick snabbare att montera upp och blev därför billigare.
I SS 91 42 31 sammanfattades kunskaperna om kökets funktioner och planering för matlagning och måltider. Efter en redovisning av olika funktioner, ergonometriska förutsättningar med mera, gavs en rad olika exempel på behovet av bänklängd och förvaringsutrymmen för hushåll av olika storlek. Inredningsexempel visas för höjden 210 cm, s.k. "kontinentalhöjd" och 225 cm, s.k. "fullhöjd". Vid "kontinentalhöjd" anslöt väggskåpen inte till taket, vilket däremot var fallet vid "fullhöjd", då en passbit fyllde ut utrymmet upp till taket. I de olika planlösningsexemplen i standarden kommenteras olika alternativa lösningar. Minimibehovet av förvaring och arbetsytor hade beräknats för olika hushållsstorlekar. I planerna angavs längden på bänkskivor med mera (så kallade inredningslängder) kort och gott som K28, K38 etc (vilket avsåg 280 cm, 380 cm etc).
Det välplanerade köket möttes dock av kritik, det påstods vara onödigt rationellt, och en reaktion visade sig också i bostadsplanerna för 1980-talet. Öppna planlösningar har blivit vanliga och köket har blivit mer av ett allrum. Måltider äter man i regel i köket, även med gäster. Alla äter dock inte i hemmet. Lösningarna tillgodoser framförallt myndigheters och byggares krav på reducerade ytor. De bostadsvaneundersökningar som gjorts har inte gett några entydiga resultat, men de experiment som gjordes på 1990-talet visade i alla fall att små lägenheter med minimala rum och kök inte var särskilt populära.

## Svenska standardköket och utlandet
De flesta europeiska länder saknade motsvarighet till den svenska köksstandarden. Att diskbänk, arbetsskiva och spis är på samma höjd och djup samt utan spalter och glapp emellan är fortfarande ovanligt i många utländska kök. Att man flyttar med sitt kök till en ny lägenhet är däremot ganska vanligt.
Ett företag som lanserade det svenska köket i stor skala utomlands var och är Ikea. I Ikeas katalog från 1971 presenterades “Pax”-köket. Beteckningarna SA, SB, SC för olika skåpvarianter hade övertagits från SIS och i beskrivningstexten sades att “Pax tillverkas av en välkänd svensk fabrik. Delarna är måttanpassade till svensk standard“. Ett 40 cm brett bänkskåp med fem utdragslådor hade beteckning ”Pax SA 1” och kostade 89 kronor inklusive 11,11 procent moms. Skåpet var färdigmonterat men man fick måla lådornas front själv. Idag är Ikea-köken ett stort produktområde för företaget. Ikea-köken stod 2004 för 9 procent av företagets världsomsättning, i vissa länder upp till 15 procent.

## Dagens standard

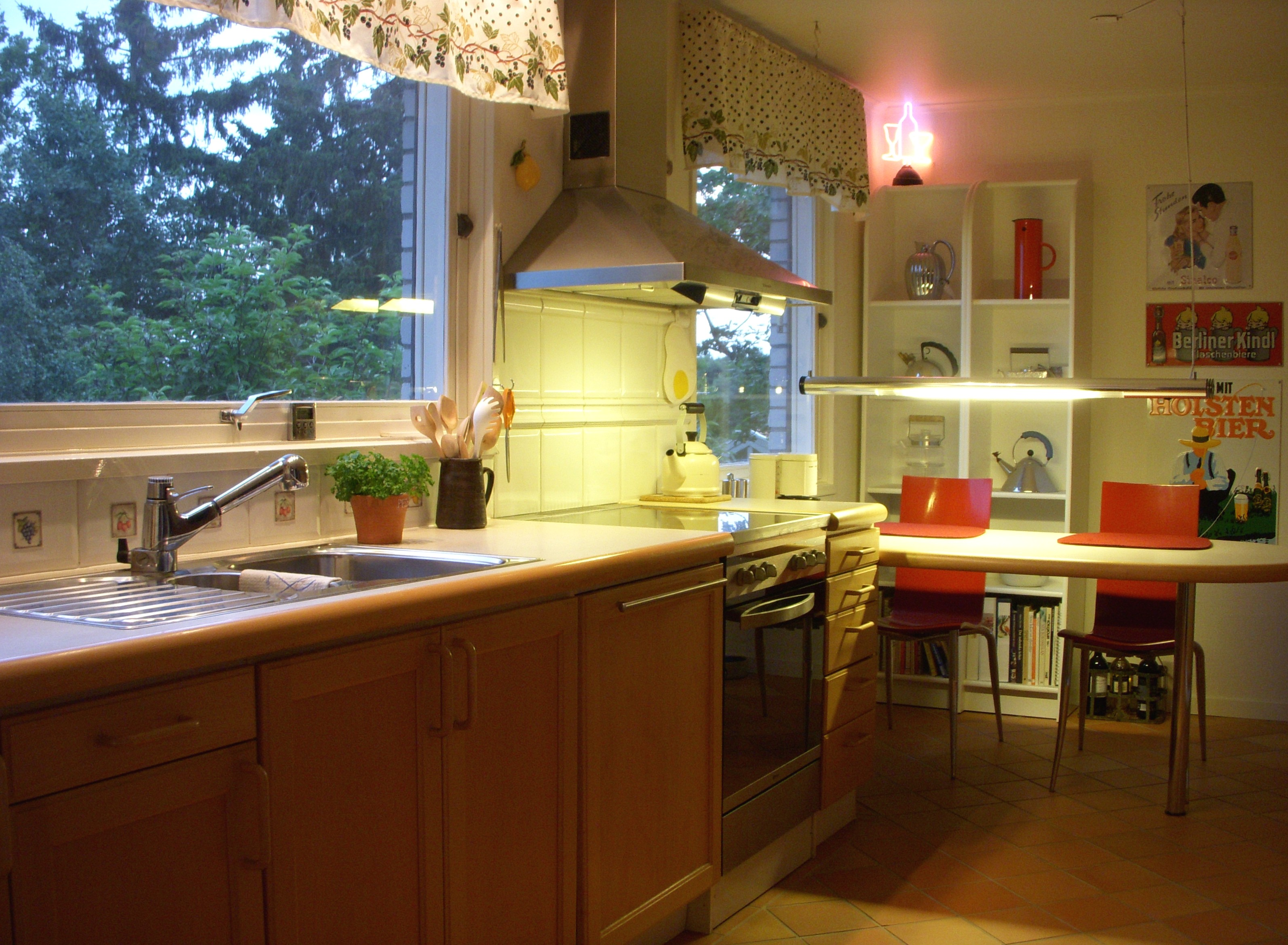
Ett moderniserat standardkök från 1968.

År 1997 ersattes den svenska köksstandarden med den europeiska EN-standarden (SS-EN för Sverige). Den skall främst garantera säkerhet och hållfasthet, inte köksskåpens utseende eller användbarhet. Senaste EN-standard för möbler i hemmiljö och kök gällande säkerhetskrav och provningsmetoder är SS-EN 14749:2005. För måttsamordning gäller SS-EN 1116:2004.
I den nya standarden anges mått för höjd, bredd och djup och det extra utrymme som erfordras för att olika köksinredningsenheter skall kunna passa ihop. För arbetshöjder med mera ges alternativa mått, för att ge möjlighet till anpassning för olika ändamål. I några fall ges minimimått, till exempel skall djupet på en golvenhet inte understiga 600 mm och det inre måttet uppgå till minst 550 mm, och ett väggskåp skall inte överstiga 400 mm djup och ha ett inre mått av minst 310 mm. För bredd-höjdförhållandet i enheterna ges rekommenderade mått. Någon hjälp med planering och utformning av köket ges dock inte i den nya standarden.
Tack vare den svenska köksstandarden med sina enhetliga mått är det idag relativt lätt att modernisera ett äldre kök. Köken i flerbostadshusen försågs under efterkrigstiden med gas- eller elspis, små kylskåp byggdes in i högskåpen, senare kom större kyl- och frysskåp. Bänkhöjden kan ofta vara låg i äldre kök, men mängden förvaringsutrymmen och arbetsytor svarar mot dagens krav. Genom att behålla skåpstommarna och bara byta arbetsbänkar, skåpdörrar och luckor samt lådfronter, kan man lätt fräscha upp sitt gamla standardkök. 
Idag är köksenheterna mera fristående möbler med en mängd olika mått och varianter. Enheterna kopplas ihop på olika sätt utan att en standardiseringskommission bestämmer detaljer. Pinngångjärnet har sedan länge ersatts av självstängande gångjärn och överfalsade luckor av utanpåliggande, men grundmodulen 3M och 6M gäller fortfarande. I Tyskland har det svenska standardköket (där alla delar passade ihop, även från olika tillverkare) ett eget namn: Schwedenküche.

### Fotnoter
1. 1 2 3 4 5  Kök i Sverige, sida 45
2. 1 2  Bostadsboken, kapitel 6
3. 1 2 3  Bostadsbebyggelsen från 1930- och 1940-talen, sida 26
4. 1 2  Kök i Sverige, sida 46
5. ↑  Bostadsbebyggelsen från 1930- och 1940-talen, sida 58
6. 1 2 3 4  Bostadsboken, sid 101.
7. ↑  Kommittén för standardisering av byggnadsmaterial, 1934.
8. ↑  Teknisk Tidskrift, 13 oktober 1934, sid 395–396,
9. ↑  Kök i Sverige, sida 52
10. ↑  Kök i Sverige, sida 50
11. ↑  BYGG, husbyggnadsplanering, band V, kapitel 731:2, s. 130
12. ↑  Devin, Persson (17 november 2012). ”Rostfri Diskbänk”. Johan Månsson. https://www.nivito.se/k%C3%B6k/diskhoar/cu-700-series.html?surface=borstad-st%C3%A5l&option=brushed-steel.
13. ↑  Nordiska museet, "Möblerade rum" Arkiverad 19 november 2011 hämtat från the Wayback Machine., pressmeddelande. Läst den 3 december 2010
14. ↑  BYGG, husbyggnadsplanering, band V, kapitel 731:2, s. 130-132
15. ↑  Kök i Sverige, sida 54
16. ↑  HFI förstatligades 1957 och gick sedan in som en del i Konsumentverket
17. 1 2  Sundelin, Inger (3 mars 2002). ”Fru Kök vet hur skåpet ska stå”. Dagens Nyheter. http://www.dn.se/Pages/Article.aspx?id=859923&epslanguage=sv.
18. ↑  Enligt ”Hej Bostad”, sida 9
19. ↑  M är beteckningen för basmodulen 100 mm. Denna grundenhet används för måttsamordning av byggnadsdelar och komponenter. Vid uppritandet av planer används basmodulen, eller en ”multimodul” till exempel 2M, 3M, 6M, 12M. (Adler 2005.)
20. ↑  SS 91 42 22, utgåva 2, sid 3.
21. ↑  Bostadsboken, sid 101-102
22. ↑  Bostaden och kunskapen 2007, ”Vad vet vi och vad behöver vi veta?”, Jan Eriksson, Sid 76–77.
23. 1 2  Kök i Sverige, sida 55
24. ↑  Ikea-katalogen 1971, sida 158–159
25. ↑  Uppgift enligt SIS
26. ↑  SS-EN 1116:2004 Inredning – Köksinredning och apparater – Måttsamordning.
27. ↑  Bostaden och kunskapen 2007, "Bostäder i flerbostadshus från 1945–1975, Kvaliteter och förnyelsebehov", sid 26
28. ↑  Uppgift enligt Stockholms stadsmuseum